# Medal Uszakowa
Medal Uszakowa (ros. Медаль Ушакова) – radzieckie i rosyjskie odznaczenie wojskowe.

## Historia
Medal Uszakowa został ustanowiony dekretem Prezydium Rady Najwyższej ZSRR z 3 marca 1944 roku, jednocześnie zatwierdzono jego regulamin i opis odznaki. 
Zgodnie z regulaminem medalem nagradzano marynarzy, żołnierzy, podoficerów i chorążych Floty Wojennej oraz morskich jednostek wojsk ochrony pogranicza. Ustanowiono go dla „nagradzania za męstwo i odwagę w obronie socjalistycznej Ojczyzny, zarówno podczas wojny, jak i w czasie pokoju na morskich teatrach działań”.
Medal Uszakowa został odnowiony dekretem Prezydenta Federacji Rosyjskiej z 2 marca 1994 roku.

## Zasady nadawania
Medal Uszakowa nadawano za osobiste męstwo i odwagę wykazaną:
- w bojach z wrogami socjalistycznej Ojczyzny na morskich teatrach działań,
- przy obronie morskiej państwowej granicy ZSRR,
- przy wypełnianiu żołnierskiego obowiązku w warunkach zagrożenia życia.

W sumie za męstwo i odwagę w walkach w czasie II wojny światowej nadano około 14 tys. Medali Uszakowa, a do 1 stycznia 1995 roku - 16 080.

## Opis odznaki
Odznaka medalu została wykonana ze srebra i przedstawia krążek o średnicy 36 mm, na którego awersie w centrum znajduje się wizerunek Uszakowa. W górnej części umieszczony jest przedzielony gwiazdką napis ADMIRAŁ USZAKOW (ros. АДМИРАЛ УШАКОВ), a w dolnej części wieniec laurowy. Medal jest nałożony na kotwicę, której łapy obejmują dolny skraj medalu, a część górna kotwicy stanowi jednocześnie zawieszenie medalu. Rewers medalu jest gładki.
Medal jest zawieszony na metalowej baretce obciągniętej wstążką koloru niebieskiego z dwoma wąskimi paskami granatowym i białym po bokach. Na baretce umieszczono jeszcze wyobrażenie miniaturowego łańcucha kotwicznego.